# Papež Bonifacij VIII.
Papež Bonifacij VIII., rojen kot Benedetto Caetani Benedetto Gaetano, (imenovan tudi Benedetto Caetani Starejši) je bil rimski škof (papež) Rimskokatoliške cerkve; * okrog 1230
Anagni (Lacij, Papeška država, Sveto rimsko cesarstvo) ; † 11. oktober 1303 Rim ( Papeška država, Sveto rimsko cesarstvo).

## Življenjepis

### Mladost in cerkvena kariera
Benediktov oče je bil Lofred (oziroma Rofred I.), potomec plemiške rodbine španskega izvora, ki pa se je udomačila v Italiji – najprej v Gaeti (od tod priimek Caetani, Gaetani oziroma Gaetano), pozneje pa v Anagniju in je tam postala ena najodličnejših rodbin. Po materini strani – ime ji je bilo Emilia Patrasso di Alatri – pa je bil sorodnik Aleksandra IV.. ter izhaja iz rodbine Segni, ki je dala tri visoke cerkvene dostojanstvenike: Inocenca III., Gregorja IX. in Aleksandra IV..
 
Rodil se je v Anagniju okrog 1235. Začetne verske izkušnje si je pridobival pri minoritih v Velletriju, kjer je skrbel zanj njegov stric Fra Leonardo Patrasso. Učenost si je nabiral poleg svojega drugega strica škofa Petra v Todiju in Spoletu v Umbriji, najverjetneje tudi na pariški Sorboni, kjer je doktoriral iz cerkvenega in civilnega prava. Pravo je uspešno predaval v Anagniju, Todiju, Parizu, Lyonu in Rimu. 

Za apostolskega protonotarja je bil imenovan najverjetneje pod Inocencem IV., a za kanonika  v Todiju 1260. 1265 je spremljal kardinala Fieschija v Anglijo, da bi pomirila neslogo med kraljem Henrikom III. in baroni. 

Od 1276 je deloval v Rimski kuriji kot konsistorialni advokat in apostolski zapisnikar in tam postal kmalu vplivna osebnost. Pod Martinom IV. je 12. aprila 1281 postal kardinal-diakon pri San Nicolò in carcere Tulliano , a deset let pozneje, 22. septembra 1291, pod NikolajemIV., kardinal-duhovnik pri SS. Silvestro e Martino ai Monti. Kot apostolski nuncij je uspešno deloval v Franciji, posredoval je v sporih med sicilskim in aragonskim kraljestvom;  na pariški sinodi 1290 se je močno zavzel za uboštvene redove (manjše brate in dominikance). Najbrž je tudi on pripomogel, da se je Celestin V. odločil za odpoved.

## Papež

### Papeške volitve
Julija 1294 je njegove pobožne vaje nenadoma pretrgal prizor še neviden v cerkveni zgodovini. Trije pomembni dostojanstveniki, ki jih je spremljala nepregledna množica menihov in laikov, se je zgrnila na goro in sporočila, da je Petra kardinalski zbor enodušno izvolil. Ponižno so ga prosili, naj sprejme to čast. Od smrti Nikolaja IV., ki je bil umrl 4. aprila 1292, je minilo namreč že dve leti in tri mesece, ne da bi se kardinali – ki so zasedali v konklavu zdaj v Perugii zdaj v Rimu - mogli zediniti za skupnega kandidata. Od dvanajstih kardinalov je bilo 6 Rimljanov, 4 Neapeljci (Italijani) in 2 Francoza. Strankarski duh med gvelfi in gibelini , ki je okužil celo Italijo, je podelil konklave in tudi Rim na  dve soražni stranki. Eno je zastopala rodbina Orsini, drugo pa Colonna, ki jo je predstavljal Caetani, ki pa se je pozneje – kot papež Bonifacij VIII. – sprevrgel v njihovega hudega nasprotnika. K soglasju ni pripomogel niti obisk kralja Karla II. , ki je položaj le še poslabšal. Ko se je položaj zdel brezupen, je kardinal Latino Orsini opomnil očete, da je Bog razodel po svetniškem puščavniku: če kardinali ne bodo izvršili svoje dolžnosti v štirih mesecih, bo prišla nad Cerkev huda kazen. Vsi so vedeli, da je to sporočil Peter Muronski in mnenje vseh je bilo, naj torej on postane papež. Peter je to poslušal solznih oči in se najprej branil, pozneje pa je le sprejel izvolitev kot Božjo voljo. Beg – na katerega je tudi mislil – zdaj ni bil več mogoč: okoli njega se je namreč stiskala dvestotisočglava množica. 

### Nasprotna značaja
Peter je bil sicer svet in dobrosrčen mož ter pravi asket; boljše pa se je znašel v nebeških rečeh, kot so molitev, post in pokora, kot pa v zemeljskih, kot je pisarniško delo, upravljanje s cerkvenim premoženjem ter krmarjenje Petrove barke med Scilo in Karibdo – med zvitimi in vojskujočimi se evropskimi vladarji ter pohlepnimi rimskimi in drugimi plemiškimi rodovinami. Prišel je pod francoski vpliv, izvolil za kardinale francosko večino, in prenesel celo kurijo v Neapelj. Zato je po treh mesecih napetosti odložil zanj neprimerno breme – verjetno na nasvet istega Caetanija, ki mu je prvi svetoval sprejem. V enem najkrajših skrutinijev so kardinali 24. decembra soglasno izvolili v Neaplju Benedikta Caetanija, ki si je privzel ime Bonifacij VIII. Že s svojo prvo potezo je pokazal voljo po cerkveni neodvisnosti od neapeljskega kralja in prenesel kurijo 17. januarja 1295 v Rim, kjer se je dal ustoličiti 23. januarja v Lateranu. 
 
Bonifacij je bil pravo nasprotje svojega svetega in preprostega predhodnika: odličen pravnik, mož močne volje, pa tudi gospodovalen, posmehljiv in trd do nasprotnikov. Da bi poudaril načelo svojih prednikov o dveh mečih, je dodal v papeško krono tiaro drugi venec. Domnevajo, da je tretjega vpletel Klemen V. Krmilo Petrove barke je z vso silo zapeljal v peneče se morje - a morda s preveliko silo in je kmalu doživel razočaranje in skoraj brodolom z nepredvidljivimi posledicami za prihodnost Cerkve. 

### Prvosveto leto
V svetem letu 1300 je Bonifacijev velikopotezni duh mogel prejeti vsaj nekaj zadoščenja in tolažbe za prejšnja (in še prihodnja) ponižanja. Papež je slovesno naznanil prvo v zgodovini znano krščansko jubilejno leto z bulo Antiquorum habet fida relatio z dne 22. februarja 1300.
 
Ta edinstvena slovesnost, vrhunec časnega sijaja papeštva , je svečano odprl papež na praznik svetih apostolov Petra in Pavla 29. junija 1300. Janez Villani omenja v svoji Florentinski kroniki, da je bilo navzočih v Rimu skozi celo jubilejno leto čez 200.000 romarjev. Potrebno je bilo, da so predrli obzidje v Leonovem mestu blizu Tibere, da se je množica lažje pomikala. Romarji so prihajali iz vseh evropskih dežel in celo iz daljne Azije. Pravo nasprotje pa so bili vladarji. Razen starejšega sina neapeljskega kralja, ni izkazal svojega spoštovanja do Kristusovega namestnika niti en evropski vladar. Drugi venec v papeški kroni, ki označuje časno oblast in moč, je baje dodal prav v tem času papež Bonifacij.

### "Unam sanctam"
Francoski kralj Filip Lepi se je zapletel v dolgoletno vojno z Angleži , kar je bilo povezano z velikimi stroški. Kralj je začel pobirati visoke davke tudi od cerkvenih ustanov. Papež je to prepovedal s posebnim dokumentom; od cerkvenih nadarbin je bilo mogoče namreč dotlej pobirati davke le za križarsko vojno, ne pa za bojevanje s krščanskimi vladarji. Filip je nemudoma odgovoril tako, da je prepovedal vsak odtok zlata, srebra in živeža iz države. Bonifacij je preklical prepoved in za nekaj časa je nastopilo premirje. 
V tem času je v Rimu popolnoma zlomil moč nasprotne družine Colonna, za kar je uporabil vsa možna sredstva - tudi vojaško silo. Dva uporna kardinala iz te rodbine sta poražena pobegnila k francoskemu kralju in ga hujskala zoper papeža. Iz gibelinske Florence je moral pobegniti tudi pesnik Dante, ki papežu tega ni pozabil. Ker je bil še živ, ga ni mogel vreči v svoji Božanski komediji v pekel, ampak mu ga je obljubil prek ust Nikolaja III. med simonisti. Zato mu je obljubil mesto med simonisti.
Papež je želel združiti evropske države v boju zoper muslimanske Turke, ki so zaradi krščanske nesloge odvzeli križarjem še zadnjo trdnjavo v Sveti deželi. Za to bi bilo potrebno sodelovanje vodilnih pomorskih sil Benetk in Genove – vendar v tem ni uspel. Na Siciliji je nerad moral priznati gospostvo aragonskega kraljestva. Brez uspeha je ostal tudi njegov poseg v spor za madžarski prestol ter nastop proti angleškemu kralju Edvardu I. za neodvisno Škotsko. 
Kmalu pa je izbruhnil nov spor s francoskim kraljem: Filipova zveza z Albrehtom Habsburškim, njegova podpora Colonnovima, davčni pritisk na kler in kršitev cerkvene nedotakljivosti, so spor podpihovali. Poleg tega je dal kralj 1301 zapreti pod obtožbo za veleizdajo papeževega odposlanca, pamierskega škofa Bernarda Saisseta, ki naj bi kralja pregovoril za začetek nove križarske vojne. Nesreča je bila tudi v tem, da je Bernard Saisset (1232-1314) imel neporavnane račune s francoskim kraljem že od prej, in torej najbrž ni bil najprimernejša osebnost, ki bi lahko uspešno posredovala v sporu. Papež je ukazal škofovo takojšnjo izpustitev in je pozval Filipa na zagovor v Rim. Z bulo Salvator mundi (4. XII. 1301) je preklical privilegije - ki mu jih je bil z okrožnico Etsi de statu (31. VII. 1297) podelil ter obnovil veljavnost bule Clericis laicos, ki je prepovedovala obdavčenje klera od strani države; v buli Ausculta fili (5. XII. 1301) pa je navedel hude obtožbe zoper kraljevo osebo in njegovo politiko. Poleg tega je za 1. novembra 1302 z bulo Ante promotionem (5. XII. 1301) sklical v Rim na sinodo francoski kler ter tudi samega kralja, da bi se zadeve uredile. 

Filip je odgovoril, da je kralj na svojem področju neodvisen od cerkvene oblasti. Za svoje ravnanje je pridobil potrditev skupščine državnih stanov (plemstvo, kler in meščanstvo). Ni mu prišlo niti na misel, da bi se opravičeval, ampak je namesto papeške bule dal brati v Franciji ponaredek Deum time, kar je na glavo obrnilo pomen bule Ausculta fili in je na ta način nahujskal javno mnenje zoper papeža.

Na to je Bonifacij 1302 izdal znano okrožnico Unam sanctam (18. XI. 1302), v kateri je poudaril, da je za zveličanje potrebna povezanost s papežem. Poleg tega je v smislu idej Gregorja VII. skušal uveljaviti duhovno oblast nad svetno. Temeljne misli dokumenta so naslednje: obstaja le ena Cerkev, katoliška, zunaj nje ni zveličanja; Cerkev ima le enega poglavarja, Kristusa oziroma njegovega namestnika - papeža; Cerkev ima v rokah duhovno in svetno oblast: prvo izvršuje sama, drugo izvršujejo svetni vladarji, vendar so pri presoji svojega delovanja podvrženi Cerkvi; duhovna oblast ima vrhovno sodstvo tudi nad svetno oblastjo; rimski škof ima prvenstvo pred vsemi škofi, njemu morajo biti pokorni vsi, ki se hočejo zveličati. 
V odgovor je Filip Lepi spet zbral skupščino državnih stanov, ki je papeža obtožila, da je krivoverec in bogokletnik, hotnik in simonist, in da ga je treba odstaviti ter v ta namen sklicati ekumenski koncil. Bonifacij je zavrnil te obtožbe in se zatekel v rodni Anagni. 

### Napad na papeža

#### Spori med gibelini in gvelfi
V tem času se je začelo zaradi rasti moči družine Colonna ter hlepenju po širjenju svoje posesti v smeri Rima nasprotovanje med propapeško družino Orsini ter protipapeško usmerjenimi gvelfi. Ti slednji – torej Colonna – so bili v obdobju sporov in pravih krvavih spopadov med Papeštvom in Cesarstvom oziroma med Kraljestvom na strani zemeljskega vladarja. Kako je prišlo do tega, da so postali Stebri nepomirljivi nasprotniki papeštva – med njimi celo nekateri kardinali?
Leta 1297 je kardinal Jakob Colonna razdedinil svoje brate Otona, Mateja in Landolfa njihovega deleža in si prigrabil posest, ki naj bi pripadla njim. Slednji so se obrnili na papeža Bonifacija VIII., ki je zadevo razsodil v njihov prid; od Jakoba pa je zahteval, naj bratom vrne zemljo in poleg tega preda papeštvu Colonno, Palestrino in druga utrjena mesta. Jakob je to zavrnil; zato ga je maja papež odstranil iz kardinalskega zbora ter izobčil njega in njegove privržence.
Družina Colonna – razen treh razdedinjenih bratov, ki so stopili na papeževo stran - je prišla na dan z izjavo, da je bil Bonifacij po odstopu papeža Celestina V. izvoljen nezakonito. Spor je privedel do odprtega vojskovanja in septembra je Bonifacij imenoval Landolfa za poveljnika svoje vojske, da bi zadušil upor. Do konca 1298 je Landolfo zavzel Colonno, Palestrino in druga mesta ter jih zravnal s tlemi. Zemljišča so si med seboj razdelili Landolfo in njegova zvesta brata; ostali člani družine pa so pobegnili iz Italije v Francijo.
Izgnani Stebri so se pridružili papeževemu najhujšemu sovražniku - Filipu Lepemu, ki ga je v mladosti poučeval kardinal Egidio Colonna. Njemu je to zavezništvo prišlo kot naročeno za pritisk na papeža.

#### Papeževi nasprotniki nastopijo
Bonifacij se je trudil, da bi bila Cerkev svobodna od slehernega političnega vmešavanja, in da bi bilo krščanstvo v miru. „Z velikim pogumom in globokim umom” je izdal eno od najbolj znamenitih in pomembnih okrožnic v zgodovini, „Unam sanctam”, ki jo pripisujejo Egidiu Romanu. V njej je razglasil, pred vsemi političnimi avtoritetami in močmi, duhovno nadoblast Cerkve, ki je združena pod enim pastirjem. Tega njegovega načina vodenja Cerkve ni mogel prenašati oblastni Filip Lepi. Zaradi ureditve spora je poslal papež v Francijo kardinala Janeza Lemoina,  ki je bil sprejemljiv tudi dvoru. Marca 1303 je na skupščini državnih stanov v Louvru Guillaume de Nogaret , novi kancler, svetoval, naj kralj brani Cerkev pred „vrinjenim, nepravim papežem Bonifacijem”. 30. junija 1303 je Viljem Du Plessis prebral odbornikom obtožnico, ki je bila polna nepredstavljivih obtožb zoper papeža. Filip, ki je papeževega poslanca že prej ujel in zaprl v ječo, je izjavil, da „dela po vesti in da bo sklical vesoljni cerkveni zbor le spoštujoč nedotakljivost Svetega sedeža”. Pred tem koncilom naj bi se papež zagovarjal in k temu ga bodo prisilili. 

Papež je ravno pripravljal novo okrožnico, s katero bi kralja izobčil; da bi francoski kralj „divje narave” to preprečil, je hotel Bonifacija ujeti in ga pripeljati v Francijo. Zategadelj je Nogaret odpotoval  v Italijo; sklenil je zavezo s Sciarrom Colonnom, papeževim smrtnim sovražnikom, ter nabral številno vojaštvo med papežu sovražnimi gibelini: 600 konjenikov in 1500 pešcev ter z njimi odkorakal v Anagni. Z vpitjem: „Smrt papežu! Živel francoski kralj!” so pridrli na ulice noseč kapetinške plavo-zlate zastave in vdrli v papeževo palačo. Papež Bonifacij VIII. je ravno sedel na prestolu med ostijskim in sabinskim kardinalom-škofom in jih sprejel držeč v eni roki križ, v drugi pa ključe rekoč: 
„Izdanega kot Kristusa me kar zgrabite, pa naj umrjem kot papež.” Za trenutek so presenečeno obstali, nato pa je začel Colonna papeža zmerjati, in ga baje celo udaril z železnim buzdovanom. Med tem pa je drhal vsenaokrog ropala in uničevala dragocene listine. Ko se se hajduki še posvetovali, kako bi spravili papeža-starčka v Lyon, so se zbrali anangnijski meščani in so pod vodstvom kardinala Del Fiesca pregnali francoske najemnike. V teh bojih je izgubil življenje v obrambi pontifika tudi  ostrogonski nadškof Gregor Bicskei; bil je bil tako reven, da je vse življenje zbiral denar, da bi lahko obiskal papeža na čelu poslanstva v zvezi s težavami na Ogrskem. Nogaret in Colonna sta pobegnila in oboroženo varstvo Orsinijevih je odvedlo izčrpanega Bonifacija v Rim, kjer je kmalu nato umrl.  

## Dela

### Bule oziroma okrožnice
1. Clericis laicos (24. februar 1296) * Kleriki ne smejo laikom podeljevati nadarbin in njihovih dohodkov brez posebnega dovoljenja Svetega sedeža: zlasti zoper angleškega in francoskega kralja.
2. Ineffabilis Amor (20. september 1296) * Papež oporeka Filipovemu zaseganju cerkvenih dohodkov za vojno proti Angliji in trdi, da so laiki bili vedno sovražni do cerkvenih ljudi.
3. Romana mater (7. februar 1297) * Zadrži veljavnost bule Clericis laicos za Francijo; priporoča kralju, naj sprejema le prostovoljne darove.
4. In excelso throno (10. maj 1297) * Izobči zarotniška kardinala iz rodbine Colonna.
5. Lapis abscissus (23. maj 1297) * Potrdi izobčenje Colonnovih, kakor tudi razglasi nekatere za heretike.
6. Etsi de Statu (31. julij 1297) * Bula je v zvezi kanonizacijo starega očeta Filipa Lepega Filipa Pobožnega, ki je bila 11. avgusta 1297.
7. Antiquorum habet fida relatio (22. februar 1300) * Razglasitev 1300 kot prvega krščanskega jubilejnega svetega leta za ves svet s podelitvijo odpustka od grehov in kazni, kdor se bo skesano spovedal.
8. Ausculta Fili (5. december 1301) * Spodbuda francoskemu kralju, naj uboga Kristusovega namestnika papeža. Kralj se ne zmeni za svarilo ter podtakne svojo bulo Deum time, ki so jo brali v Franciji in je obrnila javno mnenje zoper papeža.
9. Salvator mundi  (1. november 1302) * Prekliče dovoljenje Filipu, da pobira cerkvene davke.
10. Unam sanctam” (18. november 1302) * Opredelitev papeža, ki ima ključe: duhovno in svetno oblast.
11. Super Petri solio (8. september 1303) * Bula je bila pripravljena, a ne objavljena, ker je to preprečil Nogaretov napad 7. septembra, torej dan poprej v Anagniju in papežaev smrt, ki mu je sledila. Z njo je hotel slovesno izobčiti francoskega kralja Filipa IV. in odvezati podložnike od pokorščine samodržcu.

### Papež Bonifacij in Slovenci
Papež Bonifacij VIII. je podelil 26. maja 1300  minoritskemu redu pod posebnimi pogoji pravico v redovni cerkvi pokopati tiste, ki si to želijo. Papež izda listino, da bi s tem odstranili vse spore, ki so zaradi zgornje reči nastajali med redovniki in župniki.
 To pa seveda ni edina listina tega papeža, ki je povezana s slovensko zgodovino.

## Smrt in spomin

### Smrt
Iz Rima sta prijahala kardinala iz rodbine Orsinijevih s štiristo konjeniki in sta izčrpanega papeža pospremila v Rim, kjer ga je prebivalstvo navdušeno sprejelo. Preden je zapustil Anagni, je pomilostil vse razbojnike, ki so jih ujeli meščani, razen roparjev cerkvenega premoženja, ki naj bi ga vrnili v treh dneh. Iz Cerkve pa je izobčil vse sodelavce v atentatu nanj, kakor tudi njihovega nalogodajalca – francoskega kralja Filipa. V Rim je prispel 13. septembra pod skrbnim varstvom Orsinijev. Barbarski napad in hudi pretresi so ga hudo izmučili, potrli in užalostili. Kmalu je dobil visoko vročino. 11. oktobra je pri polni zavesti v navzočnosti osmih kardinalov in vodilnih mož papeškega gospodarstva prejel svete zakramente in izpovedal vero. Po nekaterih virih je umrl zaradi posledic napada, po drugih virih pa so ga njegovi sovražniki zastrupili. 

Stari kronist je zapisal: »Kazno je, da je bilo njegovemu življenju namenjeno, da se konča v mraku zaradi nenavadno hudega neurja, ki se je razdivjalo, ko je bil pokopan z manj spoštovanja, kot ko je postal papež.« Njegovo truplo so položili v kripto Bazilike svetega Petra v velik marmornat sarkofag, na katerem so kratko zapisali besede: »Bonifacius papa VIII.« 

9. oktobra 1605 so njegov grob odprli in ugotovili, da je bilo telo povsem nedotaknjeno z lepimi, nepoškodovanimi rokami. Tako so izpodbili klevetanje, češ da je umrl v blaznosti grizoč si roke ter udarjajoč z glavo v zid in druge izmišljotine. (Wiseman)

### Spomin vliteraturi
Dante ga v svoji Božanski komediji omenja v vseh treh delih: v Peklu, Vicah in Nebesih – povsod v drugačnih okoliščinah. 
Dante podaja o papežu Bonifaciju na splošno odklonilno in negativno oceno, čemur se ni čuditi, saj je bil njegov političen nasprotnik. Zlasti so se odnosi zaostrili po Bonifacijevih zmagovitih vojaških posegih, ki so pripeljali na oblast 1301 tudi v Florenci črne gvelfe; zategadelj je moral v izgnanstvo sam pesnik. Papežu očita Dante v Peklu simonijo v zvezi z nedokazanimi govoricami, češ da si je Bonifacij papeštvo kupil za denar; v Raju pa ga skoz usta svetega Petra obtožuje, češ da zlorablja svoj papeški položaj za čisto zemeljske cilje. Kljub tem hudim očitkom ga v Vicah priznava za pravega Kristusovega namestnika na zemlji. 

1.V Peklu (Pekel XIX, 53s) napoveduje Nikolaj III., ki se muči med simonisti v tretjem krogu, da se mu bo kmalu pridružil tudi Bonifacij; oni, ki je z glavo zabit navzdol, ne vidi Danteja ter ga zamenja z Bonifacijem. Božanska komedija je bila napisana v svetem letu 1300, papež pa je takrat bil še živ in je umrl tri leta pozneje, zato ga takrat živega Dante še ni mogel stlačiti v pekel. 
| Divina commedia: Inferno (del) Ed el gridò: «Se’ tu già costì ritto, se’ tu già costì ritto, Bonifazio? Di parecchi anni mi mentì lo scritto. 54 Se’ tu sì tosto di quell’aver sazio per lo qual non temesti tòrre a ’nganno la bella donna, e poi di farne strazio?». 57 | Božanska komedija: Pekel (del) (19. spev, 52.–57. vrstica) In ta je vpil: "Si že tukaj osebno, Si že tukaj osebno, Bonifacij? Knjiga prihodnosti me je prevarala za nekaj let. Ti si se že nasitil teh bogastev, zaradi katerih si brez pomislekov vzel lepo ženo, in jo nato opustošil?" |

2.V Raju (Raj, XXVII, 16s) jezni Peter napoveduje odločen nebeški poseg zoper sprijene papeže in obtožuje Bonifacija, češ da zlorablja njegov sedež, in trdi celo, da je spremenil Vatikan v mlako krvi in smradu, da je celo z nebes vrženi Lucifer zadovoljen, ko vidi papeževa hudodelstva. 
| Divina commedia: Paradiso (del) Quelli ch’usurpa in terra il luogo mio, il luogo mio, il luogo mio, che vaca ne la presenza del Figliuol di Dio, 24 fatt’ha del cimitero mio cloaca del sangue e de la puzza; onde ’l perverso che cadde di qua sù, là giù si placa». 27 | Božanska komedija: Raj (del) (19. spev, 22.–27. vrstica) “Tisti , ki zlorablja moje mesto, moje mesto, moje mesto, ki je prazno kljub navzočnosti Božjega Sina, spremenivši moje pokopališče v greznico, kamor se stekata kri in smrad; da to ugaja celo pokvarjencu , ki je padel od tukaj dol” |

3.V Vicah (Vice, XXX, 89-93) Hugo  napoveduje dogodke v Anagniju; on izredno ostro obsoja napad francoskega kralja kot novega Pilata in zatrjuje, da je bil ob tej priliki Jezus drugič zlostavljan in mučen, kajti papež je Kristusov namestnik na zemlji. Zanimivo, da kljub hudim prejšnjim obtožbam na njegov račun, papež za Danteja ostaja slej ko prej »Kristusov namestnik na zemlji« in pomeni neubogljivost ali nasprotovanje, nasilje ali napad zoper papeža isto, ko da bi bilo naneseno Kristusu.

Nad francoskim nasiljem nad papežem se torej zgraža Dante – sicer Bonifacijev politični sovražnik gibelin, prek ust Huga, utemeljitelja kapetinške dinastije, ko da bi ponavljal papeževe besede: 
| Divina commedia: Purgatorio (del) Perché men paia il mal futuro e ‘l fatto, veggio in Alagna intrar lo fiordaliso, e nel vicario suo Cristo esser catto. 87 Veggiolo un’altra volta esser deriso; veggio rinovellar l’aceto e ‘l fiele, e tra vivi ladroni esser anciso. 90 Veggio il novo Pilato sì crudele, che ciò nol sazia, ma sanza decreto portar nel Tempio le cupide vele. 93 | Božanska komedija: Vice (del) (20. spev, 85.–93. vrstica) Da bi se prihodnje in preteklo hudo zdeli manjši, vidim vstopati francosko lilijo v Anagni, in vidim, kako ujamejo Kristusa v njegovem namestniku. Vidim ga križanega drugič; vidim na novo kis in žolč, in vidim, da ga morijo med živima razbojnikoma . Vidim novega Pilata tako surovega, da se ni zadovoljil s tem, ampak je s svojimi nestrpnimi divjaki vdrl v cerkev, ne da bi pazil na papeževo zapoved. |

## Ocena
Cerkveni zgodovinar Chobot navaja znano dejstvo, da so Bonifacija VIII. na različne načile presojali že njegovi sodobniki; njegovi izraziti sovražniki pa so bili pravzaprav le osebni pripadniki in somišljeniki družine Colonna in Filipa Lepega. Ti so o njem razširili kleveto, češ da je rekel: „Rajši bi bil pes ali osel ali kaka druga neumna žival, kakor pa Francoz”; v resnici pa je vendar zadosti podpiral Anžujce pri pridobivanju sicilskega ali ogrskega prestola. S svojim opravljanjem so ga sovražili še prek groba. Po svetu so razširili govorico, da je znorel, da je napravil samomor, si raztrgal telo in razbil glavo. Temu niso oporekali le sodobniki; ko so namreč njegovo krsto pri ponovni graditvi Bazilike sv. Petra razdrli, je njegovo truplo še takrat bilo celo in na njem ni bilo niti sledu poškodb. Bonifacija ne moremo presojati le kot osebnost, ampak moramo gledati nanj kot na nosilca neke zamisli, obdobja, svetovnega nazora. On je bil zadnji veliki bojevnik v boju za „Krščansko državo” (Respublica christiana), za papeško svetovno oblast; in sicer v takem času, ko taka zamisel ni več ganila duš, ker je minil njen čas. Nastalo je novo duhovno obdobje: duh vsakovrstne neodvisnosti narodov, sodobnih nacionalnih držav, katerega predstavnik je bil Filip Lepi. 
»Staro in novo sta tukaj trčila skupaj« pravi Ehrhard ; spopadla pa sta se tako strastno, da najdemo v zgodovini malo podobnih zgledov in lahko pademo v skušnjavo, da bi v tem gledali zgodovinsko zakonitost. Bonifacij je seveda branil staro. Nihče mu ne more oporekati, da ne bi smel zvesto varovati in krepko braniti dediščine prednikov; priznati mu tudi moramo, da je v borbi z nravstvenega stališča stal višje od Filipa in njegovih svetovalcev. Glede njega pa smemo ugotoviti, da ni spoznal razlike, ki je nastala med starimi vladarskimi načeli in med spremenjenimi razmerami in da je zaradi tega hotel doseči nemogoče. Nikoli ni pomislil na to, da bi moral staro primerjati in pomiriti z novim. Pri tem ga pa ni ovirala samo navezanost na staro, ampak pravzaprav dejstvo, da mu je novo obdobje prišlo nasproti ravno v najodvratnejšem liku; saj bi bolj zoprnega predstavnika – kot pa je bil Filip in njegovi svetovalci – komaj mogel najti.« 
Bargellini - zgodovinar in pisatelj, pa je ugotovil naslednje. Manjši bratje mu niso mogli pozabiti, da jih je Bonifacij kot strog pravnik trdo prijemal v nasprotju z blagim Celestinom, ki je delil na široko privilegije zlasti strogim ubožnim redovom, v svoji naivnosti pa Cerkev privedel z imenovanjem francoskih kardinalov pod njihov vpliv in posredno pod vpliv njihovega brezobzirnega "cesarja" Filipa IV., kar bo kmalu po Bonifacijevi smrti privedlo do žalostnega tako imenovanega avinjonskega suženjstva in surovega pogroma nad templarji. 
Po eni strani gibelini, po drugi strani bratci (fraticelli), so razširili govorice, da se je Celestin V. odpovedal papeštvu pod pritiskom kardinala Caetanija. Njim se je pridružila mogočna rimska družina Colonna, ki pa ni imela niti mističnih nagibov niti političnih idealov, ampak le posvetne interese. Nasprotoval jim je papež, ki se je zavedal svoje oblasti kot naslednik apostola "velikega svetega Petra". Bonifacij torej sploh ni bil simonist, sodomist ali heretik, niti ni sedel na izpraznjenem papeškem sedežu kot vrinjenec, ampak ga je zakonito zasedel, ker je hotel rešiti Petrovo ladjo pred mogočniki tega sveta. Kljub vsem podtikanjem in klevetam je bil to velik papež, ki si je prizadeval omogočiti Cerkvi, da bi bila svobodna od vseh političnih vplivov in da bi zedinil ter pomiril krščanstvo in povedel križarje v boj zoper napredujoče Turke. 
»Vodil je Cerkev na svoj način« - je zapisal Compagni  – »in poniževal tistega, ki se z njim ni strinjal.« Njegov način vodenja Cerkve je obstajal v utrjevanju oblasti svetih ključev in svobode tistega, ki bi jih moral uporabljati, neomejenega učitelja vere in nravnosti. 
Kot mnoge druge krivične obtožbe na njegov račun, je morala pasti tudi tista glede lakomnosti. Ni zaradi lakote po zlatu razglasil svetega jubilejnega leta, čeprav je naval romarjev prinesel v Rim tudi denarno menjavo. Villani poroča po svojem vtisu: 
Kako je papež Bonifacij VIII. dal odpustek vsem kristjanom, ki so se podali v Rim v jubilejnem letu 1300. 

Najbolj čudovita stvar, ki jo je bilo mogoče sploh kdaj videti, je bila neprekinjeno skozi vse leto, da se je nahajalo v Rimu, poleg mestnih prebivalcev, 200.000 romarjev, ne vštevši tistih, ki so prihajali ali odhajali po svojih opravkih.  Vsi so bili preskrbljeni in zadovoljeni z živili, konji in ljudje, in vse je bilo dobro urejeno, in brez pretepanja ali gneče. Glede tega lahko pričam tudi jaz, ki sem bil navzoč in sem vse to videl. Od darov, ki so jih darovali romarji, je zelo narastel cerkveni zaklad, in vsi Rimljani so od trgovine obogateli.   
Svoje mnenje glede tega bogastva podaja že omenjeni zgodovinar P. Bargellini:
Na grobu apostola Petra so sicer res zbirali denar z grabljami; šlo je pa za novce male vrednosti, ki so imeli veliko težo, veljali pa niso skoraj nič. Ni šlo torej niti za plačilo za greh, ker so bili to prostovoljni darovi. Bonifacija ni nagnila pogoltnost, da je uvedel sveto leto, niti želja, da bi privabil v Rim veliko število vernikov, ampak zavest, da deluje kot njegov naslednik v večjo čast "velikega svetega Petra". 
Veliko je bilo dogodkov, ki so mu ušli iz roke: iz tiste roke, ki se je bila pokazala tako čvrsta do »malih bratov« (»fraticelli«), tako trda do neogibelinov, tako odločna do Colonnov, tako oblastna z mogočniki na zemlji, kot je bil Filip Lepi – sicer lep samo po obrazu, vendar s pokvarjeno dušo – ampak velikodušen do pobožnih vernikov, ki so se zbirali ob grobu apostolskih prvakov, je postal papež resnično Božji glasnik: naj sliši ves svet, da je Rim »sveto mesto in sedež naslednika velikega Petra«. 

### Unam sanctam
- Unam sanctam (angleški prevod) Arhivirano 2015-03-05 na Wayback Machine.
- Catholic Encyclopedia New Advent: Unam sanctam (članek v angleščini)
- Unam sanctam – Latin text with notes (Latinsko besedilo z opombami)
- Unam Sanctam - new English translation with notes. These notes and translation, by Ronald L. Conte Jr., are hereby placed in the public domain. [My translation of the Latin found in: Dr. Johann Karl Ludwig Gieseler, A Text-book of Church History, (Harper Brothers: New York, 1857), p. 351. (angleški prevod na temelju starejših prevodov)
- Unam Sanctam - English translation (1875) by Cardinal Manning (prevedel v angleščino kardinal Manning)
- Unam sanctam. Übersetzung aus Kathpedia (opombe v nemščini k okrožnici)
- Bulle Unam sanctam unseres Heiligen Vaters Bonifatius VIII. über die Einzigkeit der Kirche und ihre geistliche Vollmacht, 18. November 1302 (nemški prevod okrožnice)

| Nazivi Rimskokatoliške cerkve | Nazivi Rimskokatoliške cerkve | Nazivi Rimskokatoliške cerkve |
| ----------------------------- | ----------------------------- | ----------------------------- |
| Predhodnik: Celestin V.       | Papež 1294–1303               | Naslednik: Benedikt XI.       |